# Тифенбах (Горен Пфалц)
Тифенбах e община, част област Кам в Бавария, Германия.